# Timo Perthel
Timo Christopher Perthel (* 11. Februar 1989 in Kaiserslautern) ist ein deutscher Fußballspieler, der auf der linken Außenbahn sowohl als Außenverteidiger als auch als Mittelfeldspieler eingesetzt werden kann.

## Karriere

### Verein

#### Jugend in Niedersachsen und Bremen
Seine fußballerische Laufbahn begann der in der Pfalz geborene Perthel ab 1995 beim Turn- und Sportverein aus dem niedersächsischen Syke. Im Alter von zehn Jahren wechselte er 1999 in die Jugendabteilung des SV Werder Bremen, dessen sämtliche Jugendmannschaften ab der E-Jugend er im Folgenden durchlief. Dabei spielte Perthel ab Dezember 2005 noch als B-Jugendlicher auch für Werders A-Jugend in der A-Junioren-Bundesliga, die in der Spielzeit 2005/06 den dritten Platz ihrer Staffel erreichte. In der Folgesaison 2006/07 gehörte er auch altersgemäß der Bremer A-Jugend an und trug mit 18 Einsätzen zur Meisterschaft der Nord-Staffel bei, wodurch sich die Mannschaft zur Endrunde um die Meisterschaft der A-Junioren qualifizierte. In dieser unterlag er mit seiner Mannschaft im Halbfinale dem FC Bayern München.

#### Perthel bei Werder Bremen

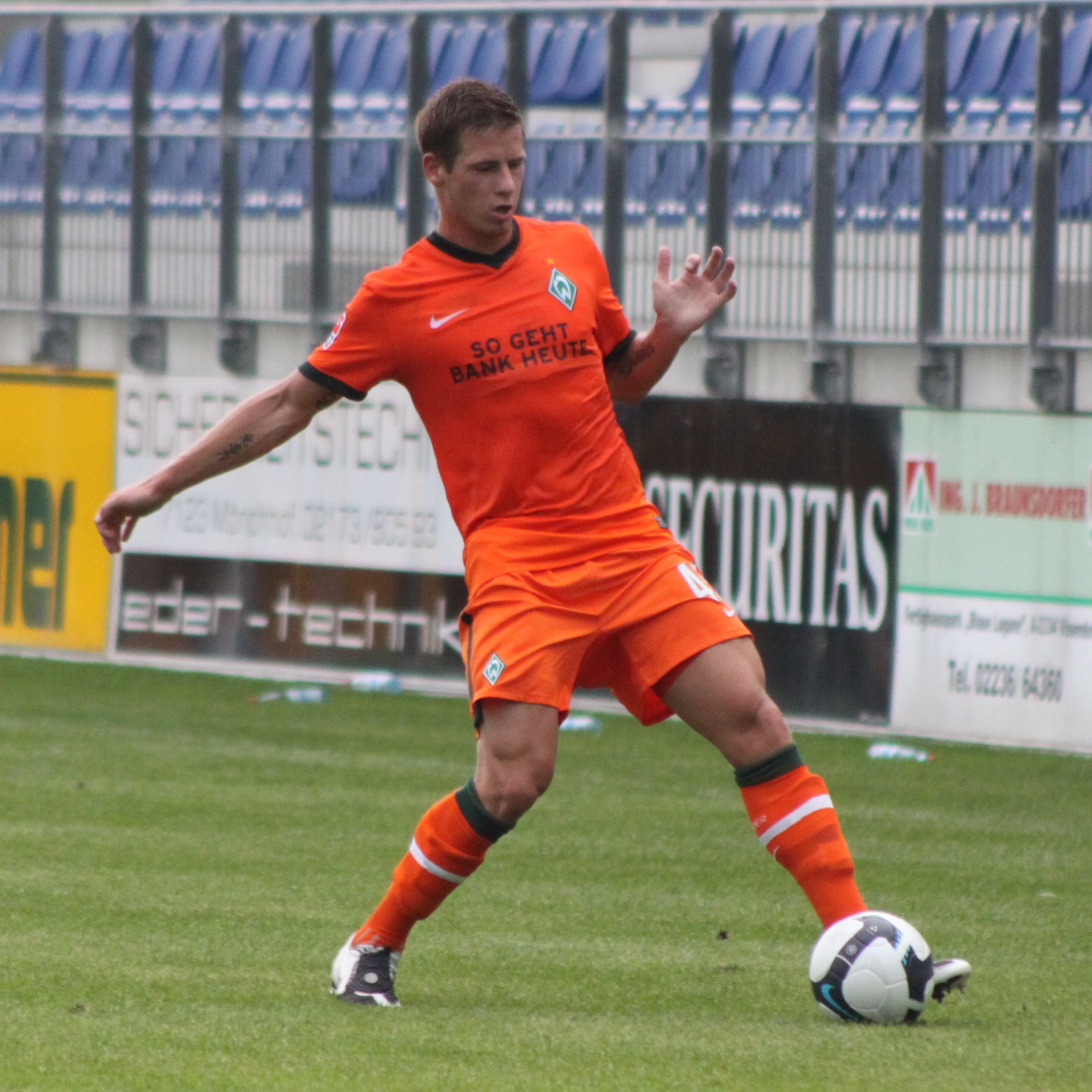
Perthel im Testspiel mit Werder Bremen im Juli 2009

Für Bremen hatte Perthel unterdessen auch durch Verletzungen bedingt lediglich neun Einsätze während der U-19-Bundesliga-Saison 2007/08 bestritten. Im Sommer 2008 wurde er dann in die zweite Mannschaft Bremens im Herrenbereich übernommen, die 2008/09 als Gründungsmitglied in der neugeschaffenen 3. Liga präsent war. In dieser bestritt Perthel am zweiten Spieltag, ausgetragen am 9. August 2008, gegen den SV Sandhausen sein Debüt und trug schließlich mit insgesamt 32 Einsätzen zum Klassenerhalt der Mannschaft als 17. der Abschlusstabelle bei. Perthel unterschrieb im Frühjahr 2009 einen bis 2012 datierten Profivertrag bei Werder und debütierte am 3. Mai 2009 in der höchsten deutschen Spielklasse bei der 0:1-Niederlage im Auswärtsspiel gegen den 1. FC Köln mit Einwechslung für Peter Niemeyer in der 72. Minute. Perthel wurde in der nächsten Saison nur noch für die Reservemannschaft aufgeboten, für die er 2009/10 weitere 26 Partien bestritt.

#### Über Österreich nach Rostock
Nachdem Perthel zu Beginn der Folgesaison 2010/11 weiterhin nur für Bremens Reserve gespielt hatte (vier Einsätze), ließ er sich im August 2010 für die restliche Spielzeit an den österreichischen Bundesligisten SK Sturm Graz verleihen. In 20 Einsätzen während der Bundesligasaison 2010/11 trug Perthel daraufhin dazu bei, dass Sturm Graz den dritten Meistertitel der Vereinsgeschichte gewann.
Im Sommer 2011 kehrte Perthel nicht nach Bremen zurück, sondern wurde stattdessen an den F.C. Hansa Rostock abgegeben, der 2011/12 als Aufsteiger an der deutschen 2. Bundesliga teilnahm. Er schloss mit Hansa einen bis zum 30. Juni 2013 laufenden Vertrag ab; im Gegenzug wechselte der Rostocker Spieler Tom Trybull zu Werder. Während der Hinrunde gelang es Perthel, sich mit 15 Einsätzen im von Peter Vollmann trainierten Rostocker Team als Stammspieler zu etablieren. Dabei geriet Hansa zwar in Abstiegsgefahr und ersetzte deshalb zu Beginn der Rückrunde Vollmann durch Wolfgang Wolf, doch konnte Perthel auch unter dem neuen Trainer seinen Stammplatz behaupten, sodass er zunächst weitere zehn Einsätze für Hansa bestritt. Im letzten dieser Einsätze am 29. Spieltag gegen Düsseldorf zog er sich einen Mittelfußbruch zu, sodass er im restlichen Saisonverlauf nicht mehr zur Verfügung stand. Zum Saisonende stieg Hansa Rostock als Tabellenletzter in die 3. Liga ab, für die Perthels Vertrag nicht galt. Obwohl Hansa Interesse an einer weiteren Zusammenarbeit zeigte, verließ er den Verein.

#### MSV Duisburg, Eintracht Braunschweig, VfL Bochum, 1. FC Magdeburg
In der Sommerpause 2012 wechselte Perthel zum MSV Duisburg; er unterschrieb einen Zweijahresvertrag. Zur Saison 2013/14 ging er zu Eintracht Braunschweig. Er unterschrieb beim Bundesligaaufsteiger einen bis zum 30. Juni 2015 befristeten Vertrag. Nach dem Abstieg der Braunschweiger wechselte Perthel in der Sommerpause 2014 zum VfL Bochum. Sein Vertrag wurde Anfang Januar 2019 aufgelöst; anschließend schloss Perthel sich bis Sommer 2020 dem Zweitligisten 1. FC Magdeburg an. Nach der Saison 2020/21 verließ er Magdeburg wieder.

#### Zurück in Österreich
Nach einem halben Jahr ohne Verein wechselte Perthel im Januar 2022 ein zweites Mal nach Österreich, diesmal zum viertklassigen DSV Leoben. Mit Leoben stieg er am Ende der Saison 2021/22 in die Regionalliga West auf, in der Saison 2022/23 folgte dann der Durchmarsch in die 2. Liga. Nach der Saison 2023/24 wurde dem Team allerdings die Zweitligazulassung entzogen, woraufhin Perthel, ein diplomierter Fitnesstrainer, zur Saison 2024/25 vorrangig in den Kader der zweiten Mannschaft von Leoben rückte und nebenbei als Athletiktrainer der Leobener fungierte. Nach rund drei Jahren verließ er den finanziell schwer angeschlagenen Klub, der kurz darauf Konkurs anmelden musste, und wechselte zum Sechstligisten SV Hinterberg in die Unterliga Nord B, in dessen Nachwuchsbereich zu dieser Zeit bereits seine Söhne spielten.

### Nationalmannschaften
Perthel absolvierte 2006 und 2007 fünf Spiele in der deutschen U-18-Auswahl und erzielte ein Tor. Im Sommer 2007 rückte er in die U-19-Auswahl auf, für die er ebenfalls fünfmal spielte, darunter auch in zwei Partien der U-19-Europameisterschafts-Qualifikation. Für die in Tschechien stattfindende Endrunde 2008, bei der die deutsche Mannschaft den Titel gewann, wurde Perthel nominiert, konnte aber wegen einer Verletzung nicht teilnehmen.
Für die deutsche U-20-Auswahl absolvierte er drei Einsätze (ein Tor). Bei der im Herbst 2009 zur Weltmeisterschafts-Endrunde in Ägypten kam er während des Turniers, in dem Deutschland im Viertelfinale ausschied, nicht zum Einsatz.

## Privates
Seit Mai 2013 ist er mit Ramona Galler verheiratet und Vater zweier Kinder.